# Province de Celendín
La province de Celendín (en espagnol : Provincia de Celendín) est l'une des treize provinces de la région de Cajamarca, au nord-ouest du Pérou. Son chef-lieu est la ville de Celendín. Elle fait partie du diocèse de Cajamarca.

## Géographie
La province couvre une superficie de 2 641,59 km2. Elle est limitée au nord par la province de Chota, à l'est par la région d'Amazonas, au sud par la province de San Marcos et à l'ouest par la province de Cajamarca et la province de Hualgayoc.

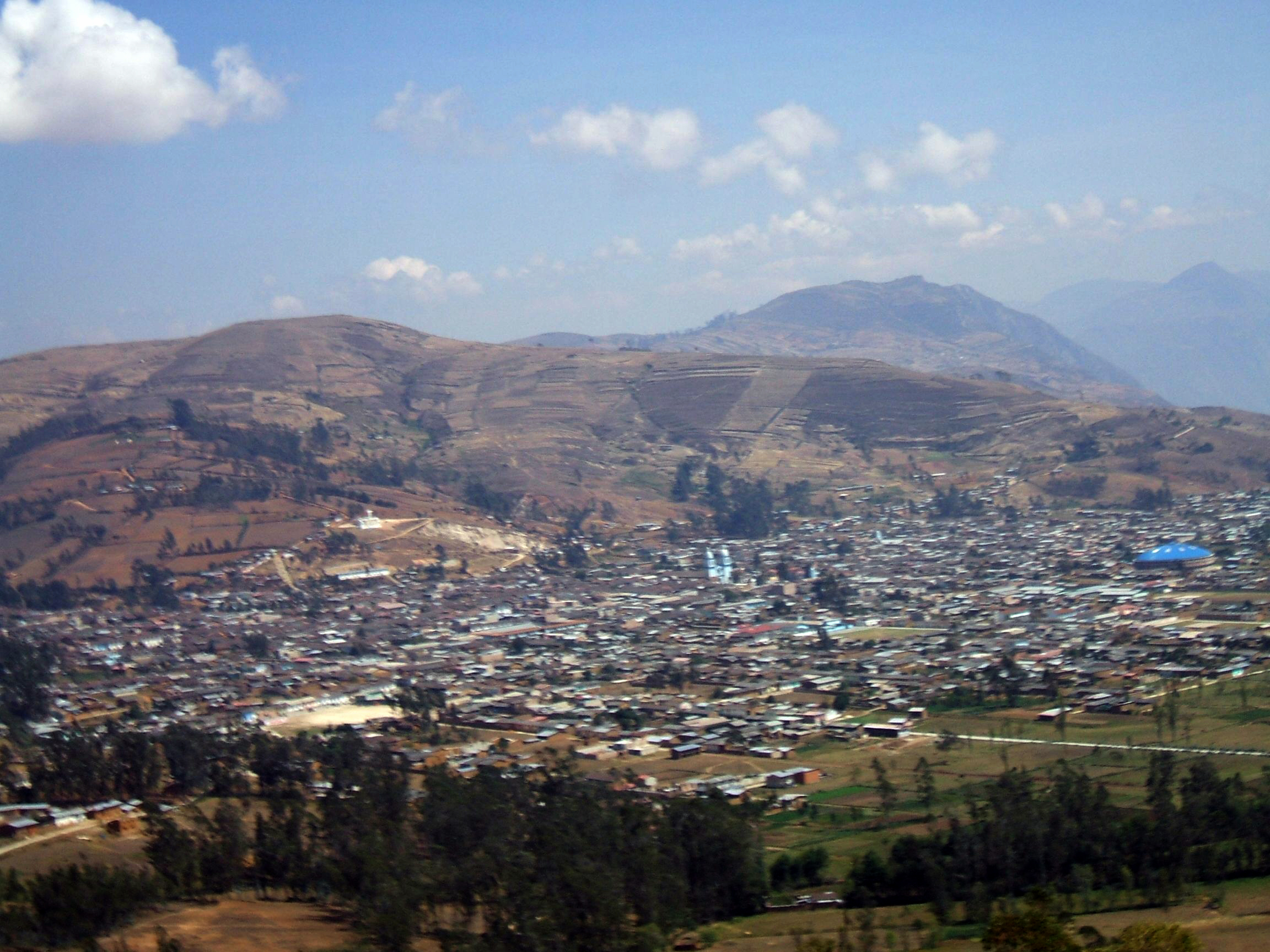
Vue de Celendín depuis le sommet de Jelig

## Histoire
La province fut créée le 30 septembre 1862.

## Population
La population de la province s'élevait à 88 508 habitants en 2007.

## Économie
L’économie repose principalement sur l'agriculture mais le sous-sol est convoité pour ses ressources en or. Le gouvernement péruvien approuve en 2010 un projet de mine dénommé Conga. Le consortium qui devrait exploiter la mine est détenu à 51,35 % par la multinationale américaine Newmont Mining Corporation, le groupe péruvien Compañía de Minas Buenaventura (CMB, 43,65 %) et International Finance Corporation (IFC, 5 %), une organisation de la Banque mondiale.
La mine constitue cependant une menace significative pour l'environnement, notamment pour les ressources en eau de la région : le  projet Conga devrait assécher 4 lacs, 27 lagunes, 700 sources et 60 canaux d’irrigation.

## Subdivisions
La province de Celendín est divisée en douze districts :
- Celendín[3]
- Chumuch[4]
- Cortegana
- Huasmin[5]
- Jorge Chávez[6]
- José Gálvez[7]
- La Libertad de Pallán[8]
- Miguel Iglesias[9]
- Oxamarca[10]
- Sorochuco[11]
- Sucre[12]
- Utco[13]